# Deinocheirus

A Deinocheirus és az ember méretének összehasonlítása

A Deinocheirus (jelentése 'rettentő kéz' az ógörög δεινός / deinosz 'rettenetes, borzalmas' és χειρ / kheir 'kéz' szavak összetételéből) a theropoda dinoszauruszok egyik nagyméretű neme, amely feltehetően az Ornithomimosauria csoportba tartozott, és a késő kréta korban, mintegy 70 millió évvel ezelőtt, a mai Mongólia déli részén, a Nemegt-formáció területén élt. Az új maradványok 2009-től 2014-ig terjedő feltárásáig és leírásáig egyetlen ismert fosszilis maradványa egy pár súlyos, 2,4 méter hosszúságú, 19,6 centiméteres karmokban végződő mellső láb, valamint néhány borda- és csigolyamaradvány volt. A Deinocheirust Halszka Osmólska és Ewa Roniewicz nevezte el 1970-ben. Az egyetlen elnevezett faj a típusfaj, a D. mirificus (a latin név jelentése 'szokatlan, sajátságos'). A fosszilizálódott karok másolatai jelenleg az Oslói Egyetem Természetrajzi Múzeuma (Naturhistorisk museum, Universitetet i Oslo), a New York-i Amerikai Természetrajzi Múzeum (American Museum of Natural History), a Londoni Természettudományi Múzeum (Natural History Museum) és a Utah állambeli Blandingben levő The Dinosaur Museum kiállításán láthatók.

## Osztályozás

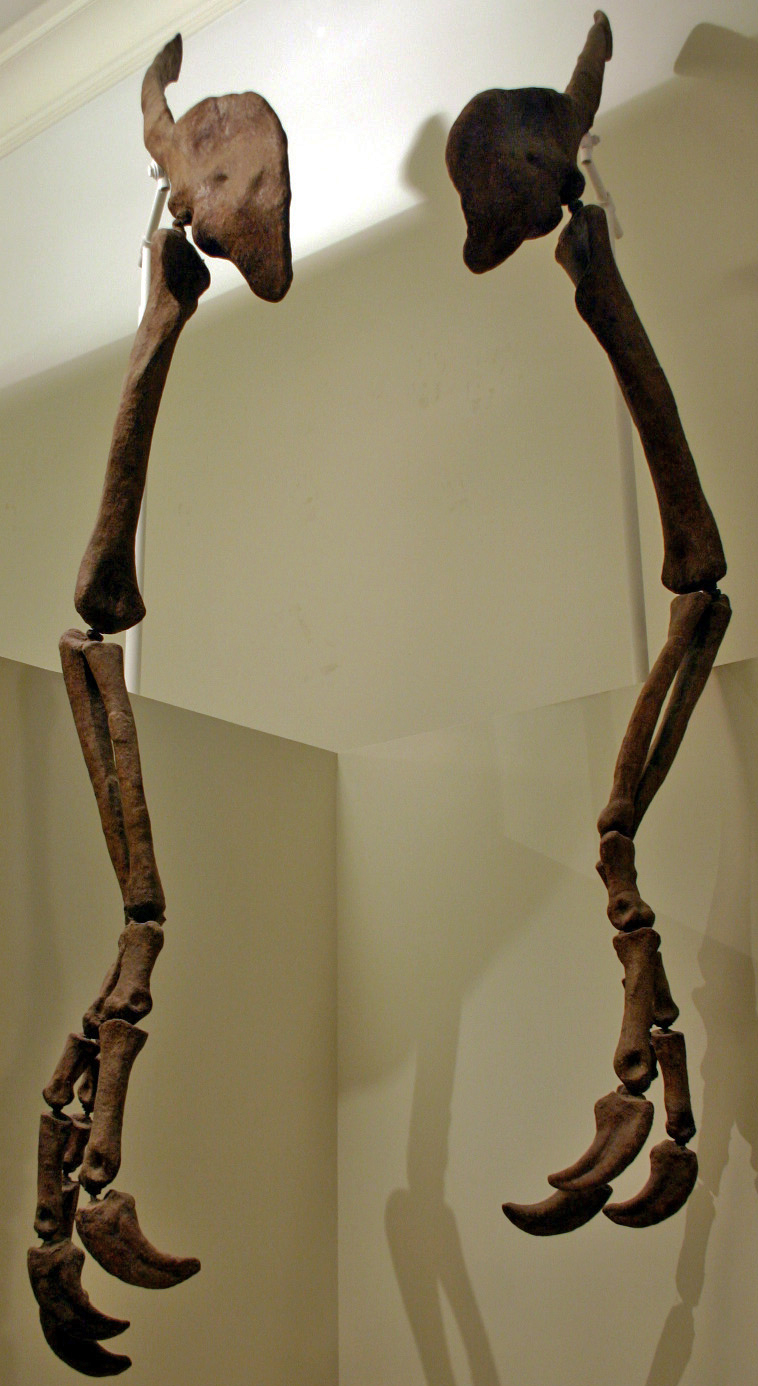
A Deinocheirus mirificus részben rekonstruált karjai az Amerikai Természetrajzi Múzeumban (American Museum of Natural History)

A Deinocheirust jelenleg a legtöbb őslénykutató ornithomimosaurusnak tartja, mivel karjainak felépítése leginkább erre a csoportra hasonlít. Ez által a Deinocheirus (az egyik legnagyobb theropoda) a legnagyobb ornithomimosaurusszá vált, mivel a tömege nagyjából 6,36 tonna lehetett. Peter J. Makovicky és szerzőtársai kijelentették, hogy ha a Deinocheirus az ornithomimosaurusok közé tartozott, elég kezdetleges volt, ugyanis több olyan jellemző is hiányzik nála, ami a csoport tagjainál rendszerint megtalálható. Kobajasi Josicugu és Rinchen Barsbold hozzátették, hogy a Deinocheirus több újabb keletű kladisztikai elemzés szerint theropoda, és lehetetlen meghatározni a pontos rokoni kapcsolatait, de utaltak arra, hogy talán ornithomimosaurus volt.
Az évtizedek során azonban a tudósok nem mindig értettek egyet a Deinocheirus Dinosauria öregrenden belüli elhelyezésével. Osmólska és Roniewicz új családot hozott létre a Deinocheirus számára Deinocheiridae néven. A Deinocheiridae családot eredetileg a Carnosauria alrendágban helyezték el, „óriási méretük és vastag falú végtagcsontjaik” miatt, de Osmólska és Roniewicz úgy vélekedett, hogy ez az állat talán egy „összekötő láncszem a Carnosauria és a Coelurosauria között”. A Carnosauria csoporton belül a Deinocheiridae családot kísérletképpen a Megalosauroidea öregcsaládba helyezték, ugyanis nyilvánvalóan nem volt tyrannosauroidea (a tyrannosauroideák mellső lábai nagy mértékben megkisebbedtek).

## Ősbiológia

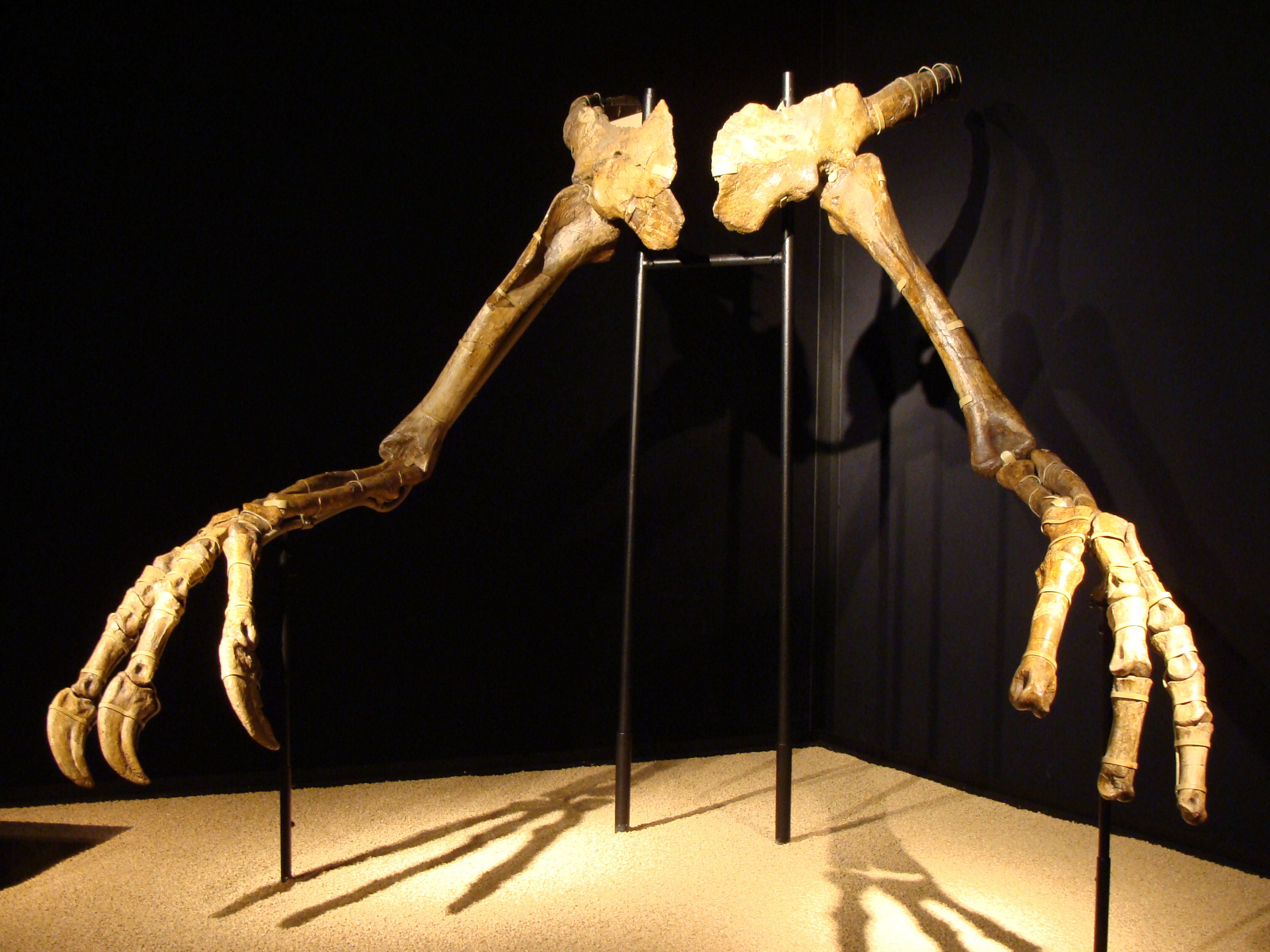
A Deinocherius holotípus fosszíliája

A korai művek szerzői a Deinocheirust olyan húsevőként képzelték el, amely hosszú mellső lábaival „széttépi vagy legyengíti a zsákmányt” (Osmólska & Roniewicz 1970: 15). David Lambert támogatta ezt a nézetet, és a Deinocheirus karmairól azt írta: „szinte bármilyen méretű dinoszaurusz megtámadására alkalmas borzalmas fegyverek … képesek felhasítani egy sauropoda puha hasfalát”. Gregory S. Paul ezzel nem értett egyet, és kijelentette, hogy a karmok túl tompák voltak az öléshez, de védekezésre jók lehettek. Az orosz őslénykutató, Anatolij Konsztantyinovics Rozsdesztvenszkij a Deinocheirus és a lajhárok mellső lábainak összehasonlítását követően azzal az elmélettel állt elő, ami szerint a Deinocheirus egy mászáshoz alkalmazkodott dinoszaurusz volt, amely gyümölcsökkel, levelekkel, és talán tojásokkal, valamint kisebb, fán élő állatokkal táplálkozott. Rozsdesztvenszkij úgy képzelte, hogy a Deinocheirus torzója és hátsó lábai nem voltak hosszabbak a mellső lábaknál, de erre nem volt szilárd bizonyítéka, és a mászó elméletet más tudósok nem nagyon támogatták.

## Fordítás
- Ez a szócikk részben vagy egészben a Deinocheirus című angol Wikipédia-szócikk ezen változatának fordításán alapul.  Az eredeti cikk szerkesztőit annak laptörténete sorolja fel. Ez a jelzés csupán a megfogalmazás eredetét és a szerzői jogokat jelzi, nem szolgál a cikkben szereplő információk forrásmegjelöléseként.